# École nationale supérieure de l’électronique et de ses applications
Die École nationale supérieure de l’électronique et de ses applications (ENSEA) ist eine französische Ingenieurhochschule, die 1952 gegründet wurde.
Die Hochschule bildet Ingenieure mit einem multidisziplinären Profil aus, die in allen Bereichen der Industrie und des Dienstleistungssektors arbeiten.
Die ENSEA ist in Cergy. Die Schule ist Mitglied der Conférence des grandes écoles (CGE).